# アトレ
株式会社アトレ (atre co., ltd.) は、東京都渋谷区恵比寿西に本社を置く、首都圏でアトレ（atré）などの駅ビルを開発・運営するJR東日本グループの会社。旧商号は、東京圏駅ビル開発株式会社（とうきょうけんえきビルかいはつ、The EKIBIRU Development Co. TOKYO,）。
東日本旅客鉄道（JR東日本）の連結子会社。

## 概説
1990年4月、JR東日本グループの駅ビル事業会社である「東京圏駅ビル開発株式会社」として設立される。同年9月に「アトレ」1号店となる四谷店を開業。その後、新浦安店、大井町店を開業。4店舗目となる恵比寿店から、駅ビルの総合演出を行うプロデュース型の開発を開始した。アトレの新規出店を進めるだけではなく、JR東日本の既存駅ビル（目黒、亀戸、大森）を吸収合併してリニューアルし、アトレへと転換を進める。2005年3月には、その開発手法を利用し「Dila西船橋」の開発運営を受託。同年6月に小型商業施設の「アトレヴィ」を秋葉原に開店した。
2005年11月に会社分割を行い、それまで行っていたオフィスビル事業を分離。2007年4月には、吉祥寺駅の駅ビル型商業施設である株式会社吉祥寺ロンロンを吸収合併した。
このように、駅ビル商業施設開発運営会社に特化しながら発展し、JR東日本グループの駅ビル事業を集約させている。2009年4月には中心的な運営店舗であるアトレに合わせ、商号を「株式会社アトレ」に変更した。
2015年4月1日にJR東日本より宇都宮ステーション開発株式会社と高崎ターミナルビル株式会社、水戸ステーション開発株式会社の株式の譲渡を受け、子会社化した。
2019年1月10日、台湾の台北に初の海外店舗を開業した。しかし、入居するショッピングセンターの賃貸借契約が満了するため、2023年12月で閉店することを同年10月に発表した。
2020年6月17日にアトレ竹芝が開業。最寄り駅は浜松町駅だが徒歩6分の距離に位置しており、駅ビル・駅ナカではない施設で初めて「アトレ」を名乗る初の事例となる。
「アトレ」とは、「魅力」を意味するフランス語「attrait」に由来する。当社より前に「アトレ」を名乗っていたアトレ川越（川越駅に隣接）は丸広百貨店が運営するショッピングセンターであり、資本・業務その他一切の関係はなく、川越駅の駅ビルは、JR東日本グループのもうひとつの主要駅ビルブランドである「ルミネ」を名乗っている。

## 事業
以下の店舗面積および開業日は株式会社アトレの企業情報・店舗情報のデータをもとに記載している。

### 首都圏エリア

#### ショッピングセンター事業

##### アトレ
総合演出型の駅ビル・駅ナカ商業施設事業。東京都心など首都圏の駅で店舗展開する。2020年9月現在、25店舗を運営する。
| 店舗名           | 店舗名           | 店舗面積 | 開業日         | 備考                                                                          |
| ---------------- | ---------------- | -------- | -------------- | ----------------------------------------------------------------------------- |
| 恵比寿           | 本館             | 12,645㎡ | 1997年10月1日  |                                                                               |
| 恵比寿           | 西館             | 4,948㎡  | 2016年4月15日  |                                                                               |
| 目黒             | 1a               | 4,926m²  | 1967年11月25日 | 旧ヒルトップガーデン目黒                                                      |
| 目黒             | 1b               | 2,823m²  | 1967年11月25日 | 旧ヒルトップガーデン目黒                                                      |
| 目黒             | 2                | 1,947m²  | 2002年4月2日   |                                                                               |
| 五反田           | 1                | 791m²    | 2008年3月14日  | 2020年3月26日に「アトレヴィ五反田」より改称                                   |
| 五反田           | 2                | 740m²    | 2020年3月26日  |                                                                               |
| 浜松町           | 浜松町           |          | 2027年予定     |                                                                               |
| 竹芝             | タワー棟         | 7,905m²  | 2020年6月17日  |                                                                               |
| 竹芝             | シアター棟       | 7,905m²  | 2020年6月17日  |                                                                               |
| 品川             | 品川             | 5,046㎡  | 2004年3月3日   |                                                                               |
| 大井町           | 1                | 9,487m²  | 1993年3月11日  |                                                                               |
| 大井町           | 2                | 950㎡    | 2011年3月3日   |                                                                               |
| 大森             | 1                | 20,337m² | 1984年9月14日  | 旧大森プリモ                                                                  |
| 大森             | 2                | 1,723m²  | 2002年6月14日  | 旧大森プリモII                                                                |
| 川崎             | 川崎             | 26,398m² | 2012年3月29日  | 旧川崎BE（1958年12月開業） 2018年2月17日にエキナカ店舗開業                    |
| 大船             | 大船             | 1,598m²  | 2016年12月5日  | 旧Dila大船（2006年2月2日開業）                                                |
| 四谷             | 四谷             | 1,540㎡  | 1990年9月28日  |                                                                               |
| 信濃町           | 信濃町           | 3,332m²  | 2021年2月1日   | 旧アトレヴィ信濃町（1993年2月26日開業）                                       |
| 中野             | 中野             |          | 2026年予定     |                                                                               |
| 吉祥寺           | 吉祥寺           | 12,899㎡ | 2010年4月1日   | 旧吉祥寺ロンロン（1969年12月3日開業）                                         |
| 上野             | 上野             | 6,563m²  | 2002年2月22日  |                                                                               |
| 浦和             | South            | 3,559m²  | 2015年11月25日 |                                                                               |
| 浦和             | North            | 3,559m²  | 2015年11月25日 |                                                                               |
| 浦和             | West             | 1,936m²  | 2018年3月16日  |                                                                               |
| 松戸             | 松戸             | 6,971m²  | 2012年3月16日  | 旧ボックスヒル松戸（1977年4月2日開業）                                        |
| 秋葉原           | 1                | 2,928m²  | 2010年11月19日 | 旧アキハバラデパート                                                          |
| 秋葉原           | 2                | 1,451㎡  | 2010年11月19日 | 旧アトレヴィ秋葉原（2005年6月2日開業）                                        |
| 亀戸             | 亀戸             | 12,472m² | 2006年3月24日  | 旧亀戸エルナード（1978年10月12日開業）                                        |
| 新浦安           | 新浦安           | 6,910m²  | 1993年2月26日  |                                                                               |
| 取手             | 取手             | 7,648m²  | 2020年3月26日  | 旧ボックスヒル取手（1988年9月21日開業）                                       |
| プレイアトレ土浦 | プレイアトレ土浦 | 7,475m²  | 2018年11月16日 | 「土浦ウイング」として1983年4月2日開業 詳しい沿革は「プレイアトレ土浦」を参照 |
| 微風南山         | 微風南山         | 6,000㎡  | 2019年1月10日  | 初の海外（台湾）店舗 2023年12月に閉店予定                                     |

- アトレ恵比寿本館
- アトレ目黒1
- アトレ吉祥寺
- アトレ大井町
- アトレ品川
- アトレ秋葉原1
- アトレ亀戸
- アトレ松戸
- アトレ川崎
- プレイアトレ土浦
- アトレ微風南山
- アトレ竹芝（WATERS takeshiba）

##### アトレヴィ
小規模型の商業施設。2020年4月時点、6店舗。「ヴィ」は、フランス語で生活・人生の意味。一号店となった秋葉原店はアトレ秋葉原2に名称変更している。
| 店舗名 | 店舗面積 | 開業日        | 備考                                                                |
| ------ | -------- | ------------- | ------------------------------------------------------------------- |
| 大塚   | 3,781m²  | 2013年9月12日 |                                                                     |
| 巣鴨   | 1,605m²  | 2010年3月25日 |                                                                     |
| 田端   | 1,581m²  | 2008年7月30日 |                                                                     |
| 東中野 | 1,237m²  | 2012年8月31日 |                                                                     |
| 三鷹   | 3,340m²  | 2010年4月1日  | 旧三鷹ロンロン（1999年10月29日開業） 2014年10月10日にDila三鷹を統合 |

- アトレヴィ信濃町
- アトレヴィ田端
- アトレヴィ巣鴨
- アトレヴィ三鷹
- アトレヴィ東中野

### 北関東エリア

#### ショッピングセンター管理運営委託
北関東エリアの直営店舗はプレイアトレ土浦を除いて存在しないが、2015年4月1日に宇都宮ステーション開発、高崎ターミナルビル、水戸ステーション開発を子会社化すると共に、各社店舗の経営権・資産を譲受し、運営を各社に委託する形態を取っている。
- 宇都宮ステーション開発運営
  - パセオ：宇都宮駅ビル ※1974年11月1日に「ラミア」として開業。
  - VAL小山：小山駅ビル ※1978年7月16日に旧小山ステーション開発が開業。
  - Dila小山：小山駅改札内商業施設 ※2019年10年に東日本旅客鉄道より譲受し、宇都宮ステーション開発へ運営委託。
  - VAL古河：古河駅ビル ※1987年3月28日に旧小山ステーション開発により開業。
- 高崎ターミナルビル運営
  - 高崎モントレー：高崎駅ビル ※1982年4月14日に開業。
  - イーサイト高崎：高崎駅舎内商業施設 ※（2006年3月15日に旧ジェイアール高崎商事により仮開業）2010年12月12日に本開業。
  - アズ熊谷：熊谷駅ビル本館及び駅舎内商業2施設、駅直結複合ビル内飲食施設 ※1987年4月24日に旧熊谷ステーション開発により開業。
  - イーサイト前橋：前橋駅舎内商業施設 ※2007年12月25日に旧ジェイアール高崎商事により開業。
  - イーサイト籠原：籠原駅ビル ※2011年3月20日により開業。
  - イーサイト上尾：上尾駅舎内商業施設 ※2010年3月14日により開業。
- 水戸ステーション開発運営
  - 水戸エクセル：水戸駅ビル（北口） ※1985年3月24日に水戸ステーション開発により開業。
  - エクセルみなみ：水戸駅ビル（南口） ※2011年5月25日に水戸ステーション開発により開業。

### 直営店事業
2011年1月14日より、子会社『株式会社アトレスティル』を設立して移管している。
- シャン・ド・エルブ：提案型の化粧雑貨店事業。16店舗（フランチャイズ店1店舗、パートナーシップ店1店舗を含む）。
- デフリシュール：メンズセレクトショップ。アトレ秋葉原の1店舗。
- アキバセレクト館
- その他6店舗：神戸屋、ドトールコーヒーなど。

### 過去に運営していた店舗
- 西八王子ロンロン：西八王子駅北口にあり、「生活館」と「市場館」の2館で構成。2007年4月に吸収合併した吉祥寺ロンロンから事業を承継したうちの1店[注釈 1]。2011年10月にJR東京西駅ビル開発に事業譲渡した。
- スキップ北小金：北小金駅南口に2000年4月開業した商業施設（3階建て）。2009年4月にジェイアール東京企画開発より継承、2013年4月にジェイアール東日本都市開発に譲渡。
- スキップ南柏：南柏駅西口に1999年3月開業した商業施設（3階建て）。2009年4月にジェイアール東京企画開発より継承、2013年4月にジェイアール東日本都市開発に譲渡。
- 牛久アステア：牛久駅構内に2001年10月開業した商業施設（2階建て）。2009年4月に水戸サービス開発より継承、2012年4月にジェイアール東日本都市開発に事業譲渡した。
- Dila西船橋：西船橋駅構内。2018年4月1日付で、千葉ステーションビルに事業譲渡され、同時にペリエ西船橋に改称[18]
- Dila拝島：拝島駅構内。2018年4月、JR東京西駅ビル開発へ移管。
- いわき駅ビル（水戸ステーション開発運営）：いわき駅ビル。2009年6月19日に水戸ステーション開発が開業。再開発に伴い、2020年8月31日に閉館（閉館後10月に東日本旅客鉄道へ移管）

## かつて行っていた事業
かつてオフィスビルの事業も行っていたが、2005年11月の会社分割によって株式会社JR東日本ビルディングの事業となった。
- JR大宮西口ビル
- JR大宮西口ビル2
- JR八丁堀ビル
- JR信濃町ビル

## 沿革
- 1990年

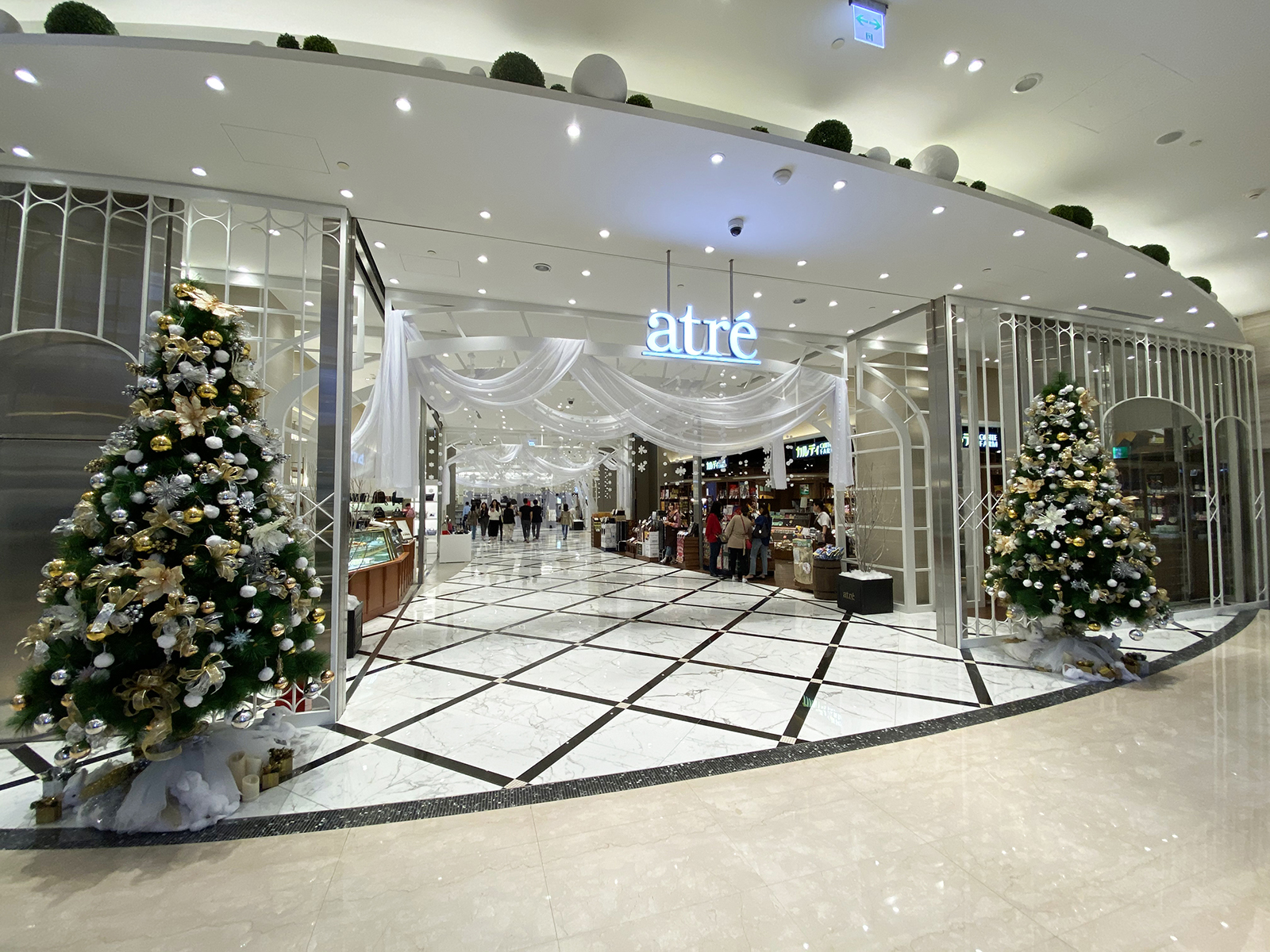
台北・微風南山アトレ

  - 4月2日：東京圏駅ビル開発株式会社設立。
  - 9月28日：アトレ四谷店開業[11]。
- 1992年
  - 3月：JR大宮西口ビル（オフィスビル）開業。
  - 4月：JR八丁堀ビル（オフィスビル）開業。
- 1993年
  - 2月26日：アトレ新浦安店開業、JR信濃町ビル開業[7]。
  - 3月11日：アトレ大井町店開業[7]。
- 1994年7月 - JR大宮西口ビル2（オフィスビル）開業。
- 1997年10月1日：アトレ恵比寿店開業[3]。
- 2002年
  - 2月22日：アトレ上野店開業[14]。
  - 4月2日：アトレ目黒店（JR東急目黒ビル）開業[4]。
- 2004年
  - 3月3日：アトレ品川店（JR品川イーストビル）開業。
  - 4月：「株式会社目黒ステーションビル」（ヒルトップガーデン目黒運営）と、「亀戸ステーションビル株式会社」（亀戸エルナード運営）を吸収合併。
- 2005年
  - 4月1日：「株式会社秋葉原」（アキハバラデパート運営）と、「株式会社大森プリモ」を吸収合併[19]。
  - 6月2日：アトレヴィ秋葉原店開業。
  - 11月1日：会社分割を実施し、基幹設備保有事業を東日本旅客鉄道に、オフィスビル事業を株式会社JR東日本ビルディングにそれぞれ吸収させる。
  - 11月15日：大森プリモがアトレ大森店に名称変更。
  - 12月2日：ヒルトップガーデン目黒がアトレ目黒店1に、従来のアトレ目黒店はアトレ目黒店2に名称変更。
- 2006年3月24日：亀戸エルナードがアトレ亀戸店に名称変更。
- 2007年4月1日：「株式会社吉祥寺ロンロン」（吉祥寺ロンロン、三鷹ロンロン、西八王子ロンロンの3店舗運営）を吸収合併。
- 2008年
  - 3月14日：アトレヴィ五反田店開業。
  - 7月30日：アトレヴィ田端店開業。
- 2009年
  - 4月1日：商号を株式会社アトレに変更。株式会社ジェイアール東京企画開発、株式会社ジェイアールかいじ企画開発、株式会社水戸サービス開発、京葉企画開発株式会社の4社の会社分割（吸収分割）により、スキップ北小金、スキップ南柏、牛久アステアの3店の運営事業他を承継。
  - 10月1日：株式会社川崎ステーションビル（川崎駅）、株式会社ボックスヒル（松戸駅・取手駅）の2社を吸収合併。
- 2010年
  - 3月25日：アトレヴィ巣鴨店開業。
  - 4月1日：吉祥寺ロンロンがアトレ吉祥寺店に、三鷹ロンロンがアトレヴィ三鷹店に名称変更。
  - 9月21日：アトレ吉祥寺店が全館グランドオープン。
  - 11月19日：秋葉原駅電気街口（アキハバラデパート跡地）の新駅ビルが完成し、アトレ秋葉原店1として開業。同時に、アトレヴィ秋葉原店がアトレ秋葉原店2に名称変更。
- 2011年
  - 1月：直営店事業を子会社「株式会社アトレスティル」として分社。
  - 4月：アトレスティルが「株式会社SC開発」を合併。
  - 10月：西八王子ロンロンをJR東京西駅ビル開発株式会社に事業譲渡。
- 2012年
  - 3月16日：ボックスヒル松戸がアトレ松戸に名称変更[15]。
  - 3月29日：川崎BEがアトレ川崎に名称変更[9]。
  - 4月：牛久アステアを株式会社ジェイアール東日本都市開発に事業譲渡。
  - 8月31日：アトレヴィ東中野店開業。
- 2013年9月21日：アトレヴィ大塚店（JR大塚南口ビル）開業。
- 2015年
  - 4月1日：宇都宮ステーション開発株式会社・高崎ターミナルビル株式会社・水戸ステーション開発株式会社を子会社化し、3社からSC事業に関わる資産の譲渡を受ける[20]。
  - 11月25日：アトレ浦和店開業。
- 2016年
  - 2月23日：ポイントサービスをJR東日本共通ポイント「JRE POINT」に統合[21][22][23]。
  - 4月15日：アトレ恵比寿西館開業[24]。
  - 12月5日：Dila大船がアトレ大船に名称変更。
- 2017年：国外展開のため三井物産との合弁会社アトレインターナショナル（AICO）を設立[25][26]。
- 2018年4月：Dila西船橋を千葉ステーションビル・Dila拝島をJR東京西駅ビル開発に譲渡、Dilaの運営から撤退。
- 2019年
  - 1月10日：微風広場を手掛ける台湾のデベロッパー微風集団（中国語版）とAICOの合弁会社「ブリーズ・アトレ・ホールディングス（中国語: 微風艾妥列控股）」により台北市・台北南山広場の微風南山店に「微風南山アトレ」を開業[25]。
- 2020年
  - 3月26日
    - ボックスヒル取手がアトレ取手に名称変更。
    - アトレ五反田2が開業。同時に、アトレヴィ五反田店がアトレ五反田に名称変更。

  - 6月17日：WATERS takeshibaに、アトレ竹芝開業
  - 10月：いわき店を東日本旅客鉄道に移管。
- 2021年
  - 2月1日：アトレヴィ信濃町をアトレ信濃町に名称変更。
- 2024年1月10日：簡易株式交換により東日本旅客鉄道の完全子会社に移行。
- 2025年3月：公正取引委員会より私的独占の禁止及び公正取引の確保に関する法律（独占禁止法）違反の容疑で警告を受ける[27]。